# Tranquillo Barnetta
Tranquillo Barnetta (* 22. května 1985 St. Gallen) je bývalý švýcarský profesionální fotbalista, který hrával na pozici ofensivního záložníka. Svoji hráčskou kariéru ukončil v roce 2019 v dresu švýcarského St. Gallen. Mezi lety 2004 a 2014 odehrál také 75 utkání v dresu švýcarské reprezentace, ve kterých vstřelil 10 branek.
Účastník MS 2006 v Německu, MS 2010 v Jihoafrické republice a MS 2014 v Brazílii.

## Klubová kariéra
Jeho profesionální kariéra začala ve švýcarském týmu FC St. Gallen, kde hrál již dříve v mládežnických kategoriích. V lednu 2004 odkoupil tohoto teprve osmnáctiletého fotbalistu německý Bayer Leverkusen. Svou první sezónu v německé Bundeslize ale odehrál za jiný tým, a to Hannover 96, kam byl poslán na hostování.

## Reprezentační kariéra
Barnetta reprezentoval Švýcarsko v mládežnické kategorii U17. Zúčastnil se Mistrovství Evropy hráčů do 17 let 2002 v Dánsku, kde získal s týmem zlaté medaile po finálové výhře v penaltovém rozstřelu nad Francií.
V A-mužstvu Švýcarska debutoval v roce 2004.
Jelikož se Švýcarsko účastní všech vrcholných mistrovství v posledních letech, měl Barnetta možnost se předvést na mezinárodním poli. Účastnil se mistrovství Evropy v letech 2004 v Portugalsku a 2008 (Švýcarsko bylo spolu s Rakouskem pořadateli) a Mistrovství světa 2006 v Německu, MS 2010 v Jihoafrické republice a MS 2014 v Brazílii.